# Kīkābād
Kīkābād (persiska: كيک‌آباد, persiska: کیچ‌آباد, Kīchābād) är en ort i Iran.   Den ligger i provinsen Västazarbaijan, i den nordvästra delen av landet, 500 km väster om huvudstaden Teheran. Kīkābād ligger 1 286 meter över havet och antalet invånare är 522.
Terrängen runt Kīkābād är platt åt nordväst, men åt sydost är den kuperad. Runt Kīkābād är det ganska tätbefolkat, med 60 invånare per kvadratkilometer. Närmaste större samhälle är Mahabad, 19,6 km söder om Kīkābād. Trakten runt Kīkābād består till största delen av jordbruksmark.